# Yopmail
YOPmail, pour Your Own Protection mail, est une messagerie électronique temporaire et gratuite qui ne nécessite pas de mot de passe. Par rapport à d'autres services de messagerie traditionnels, YOPmail a pour objectif principal de recevoir des emails externes à son système. On ne peut pas envoyer d'email vers d'autres messageries avec une adresse YOPmail. Néanmoins, la fonction d'envoi d'email existe (ainsi que de réponse) et fonctionne uniquement à destination d'autres messageries YOPmail et TooPiToo, ceci pour éviter que le service soit détourné pour un usage malveillant, tel qu'un bombardement de messagerie.
Ce type de service de courrier est connu comme des services de courrier jetable,.

## Fonctionnement
YOPmail est utilisée par ses utilisateurs pour s'inscrire sur des pages susceptibles d'envoyer du spam. De cette manière, l'utilisateur évite de recevoir des courriels indésirables dans ses autres courriels personnels,.
Les adresses électroniques de YOPmail ne nécessitent pas d'être créées à partir d'un formulaire en ligne. L'utilisateur invente simplement une adresse en choisissant le pseudonyme qu'il souhaite utiliser combiné au domaine yopmail.com, ou à l'un des domaines alternatifs proposés par le service, et y accède sans mot de passe et à tout moment,. De ce fait, tout utilisateur peut entrer n’importe quelle adresse email et lire les courriels reçus.
Pour accéder à la boîte de réception d'un email YOPmail, il suffit d'entrer le pseudonyme dans le champ créé à cet effet et de cliquer sur 'vérifier les mails'.
Dans le cas où un document important serait reçu, YOPmail permet de transférer un mail reçu sur une autre boite mail, avant la suppression automatique des messages.
Le service dispose également d'un filtre anti-spam.
Pour éviter le blocage des adresses du service, des domaines alternatifs peuvent être utilisés à la place de yopmail.com.

### Caractéristiques
- Tous les messages sont supprimés 8 jours après leur réception[11].
- Permet uniquement de lire les emails reçus mais pas d'envoyer d'emails (exception pour les destinataires YOPmail).
- Depuis peu, il est également possible de répondre à un email reçu.
- Permet de transférer un email important vers une messagerie quelconque (attention toutefois à ne pas laisser les données).
- Il n'y a aucun moyen d'empêcher une personne de lire les emails reçus sur une adresse email YOPmail[12]. Toute personne connaissant l'adresse ou en la devinant au hasard peut y accéder.
- Il n'y a pas d'application mobile YOPmail disponible, bien qu'il existe des plugins pour Firefox et Internet Explorer et un widget pour le navigateur Opera[13] qui permettent d'accéder à ce service[14].
- Depuis juin 2021, les bénéficiaires profitent d'une configuration en HSTS, pour pouvoir s'assurer de l'authenticité (certifié par Let's Encrypt), de l'intégrité et de la confidentialité des données transférées entre le serveur et leur navigateur.

## Ajout d'un domaine alternatif

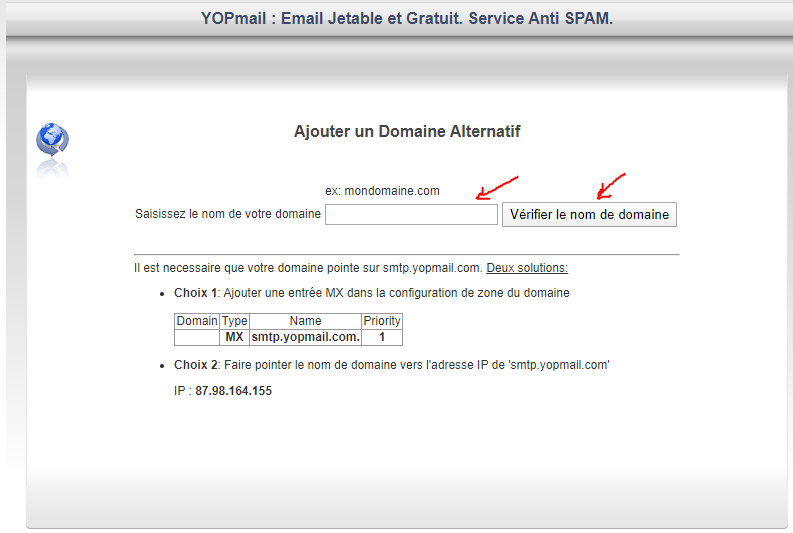
Page d'ajout d'un domaine alternatif sur Yopmail

En plus des domaines proposés par YOPmail, vous pouvez ajouter votre propre nom de domaine, pour que les emails envoyés à toto@mondomaine.ext soient redirigés vers la boite toto@yopmail.com.
Pour cela, le site de YOPmail vous guide afin de modifier le champ MX de vos DNS pour pointer vers smtp.yopmail.com.